# Поплавковий гідролітак

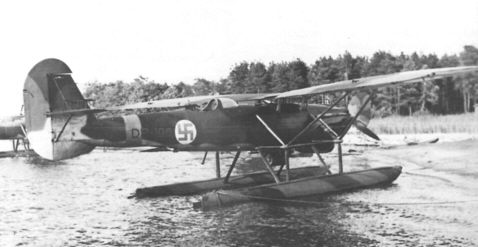
Німецький поплавковий гідролітак Dornier Do 22 на службі у ПС Фінляндії

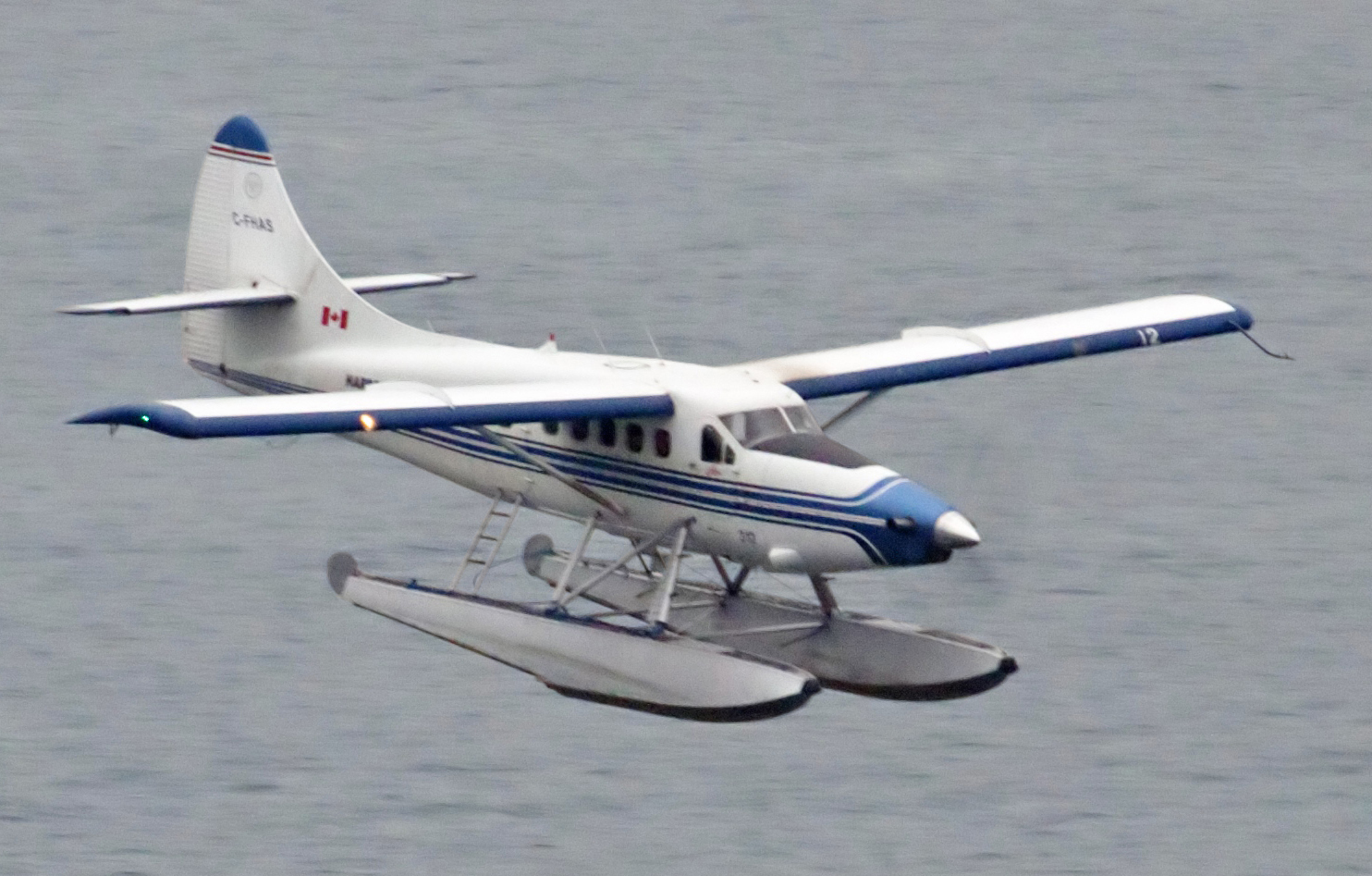
Канадський поплавковий гідролітак DHC-3T

Поплавковий гідролітак — тип літака-гідроплана з фіксованим крилом, на якому закріплені один, два або і більше поплавків для стоянки і пересування по поверхні води. Перші поплавкові гідролітаки мали два основні поплавки і додатковий (допоміжний) поплавок 2 у хвостовій або носовій частині. Поплавкові конструкційні схеми нерідко застосовують під час переробки легких сухопутних літаків на гідролітак.

## Відомі поплавкові гідролітаки
| - Avro 501 - Curtiss Model R - Blackburn Velos - Fairey Hamble Baby - Fairey IIID - Fairey Seafox - CANT Z.505 - CANT Z.506 Airone - CANT Z.515 - Caproni Ca.316 - IMAM Ro.43 | - IMAM Ro.44 - Fiat RS.14 - de Havilland Canada DHC-2 Beaver - Zenith STOL CH 701 - Fokker T.III - Fokker C.XI-W - Fokker C.XIV - КОР-1 - Gotha WD.2 - Gotha WD.3 - Gotha WD.7 | - Gotha WD.3 - Albatros W.4 - Arado Ar 95 - Arado Ar 196 - Blohm & Voss Ha 139 - Blohm & Voss Ha 140 - Dornier Do 22 - Heinkel He 59 - Heinkel He 60 - Heinkel He 114 - Heinkel He 115 | - Boeing Model 2 - Fairchild 71 - Fairchild 82 - Curtiss SOC Seagull - Curtiss SO3C Seamew - Vought OS2U Kingfisher - Hanriot HD.2 - Loire 210 - Aero A.29 - Letov Š-328V | - Rogožarski SIM-XII-H - Rogožarski SIM-XIV-H - Aichi E3A - Aichi E8A - Aichi E13A - Aichi M6A - Kawanishi E7K - Yokosuka E1Y - Yokosuka E14Y - Kawanishi E7K |